# Edina (Liberia)
Edina es una ciudad en el Distrito 1 del condado de Grand Bassa, Liberia. Ubicado en la parte central de la costa atlántica de Liberia en la costa norte de la desembocadura del río St. John, se encuentra a aproximadamente a 5,6 km al norte de la capital de Buchanan, Grand Bassa. Establecida en 1832, Samuel AL Johnson es el alcalde de la ciudad desde 2018. La comunidad lleva el nombre de Edimburgo, Escocia, que proporcionó apoyo monetario para la fundación del asentamiento.

## Historia
Edina fue fundada como colonia de la American Colonization Society en 1832. La colonia de Edina se entregó más tarde a las Sociedades de Colonización Unidas de Nueva York y Pensilvania y se convirtió en parte de la colonia de Bassa Cove en 1837.  El 22 de octubre de 1836 se abrió una escuela y en diciembre de 1837 se fundó una iglesia en la colonia.  Una segunda iglesia se abrió a fines de 1839 mientras los bautistas comenzaban una misión en Edina. 
Edina figura como uno de los asentamientos originales que componen el Commonwealth of Liberia en la Constitución de 1839, que fue redactada por la American Colonization Society .
Edina fue el lugar de nacimiento del duodécimo presidente de Liberia, Joseph James Cheeseman . Uno de los primeros pobladores de Edina fue Charles RH Johnson, hijo de Elijah Johnson, quien fue uno de los pioneros que desempeñó un papel importante en el establecimiento de Liberia.
En 2002, un brote de diarrea mató a seis personas en la ciudad y sus alrededores. El fabricante de acero Mittal comenzó a subsidiar la atención médica en la ciudad en 2007.
La activista por la paz Etweda Cooper se desempeñó como alcaldesa de 2010 a 2012.

## Otras informaciones

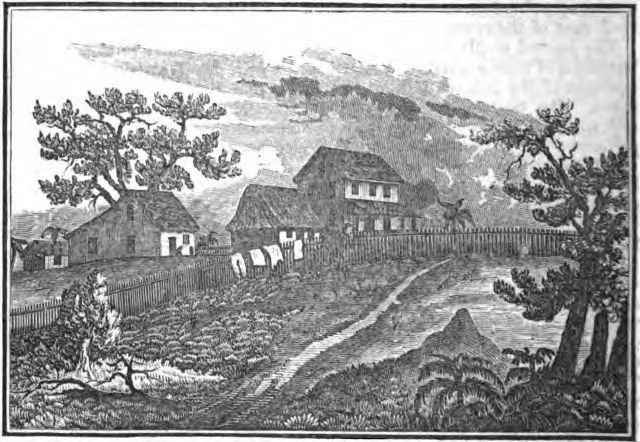
Misión Bautista circa 1840

Edina se encuentra en el Distrito 1 del condado de Grand Bassa a lo largo del río St. John.  Está cerca de la desembocadura del río, a unos 5,6 kilómetros al norte de Buchanan con Paynesberry y Tuo Town las siguientes comunidades más cercanas. Situada a lo largo de la costa atlántica en la parte central de la costa de Liberia, a unas 40 millas al sur de la capital de Monrovia, está habitada por muchos pescadores. Situada al nivel del mar, el área metropolitana de Edina tiene una población de 15.628 habitantes. 
El Centro de Salud Pública Edina, una clínica médica administrada por el gobierno, se encuentra en la ciudad. El gobierno liberiano cree que Edina se encuentra en el extremo sur de posibles depósitos de petróleo en alta mar. Es una de las comunidades más antiguas del condado.